# Belinda Stowell
Belinda Josephine Marion Stowell (Salisbury, Rodesia, 28 de mayo de 1971) es una deportista australiana que compitió en vela en la clase 470.
Participó en tres Juegos Olímpicos de Verano, entre los años 2000 y 2012, obteniendo una medalla de oro en Sídney 2000, en la clase 470 (junto con Jenny Armstrong), y el séptimo lugar en Londres 2012. Ganó dos medallas de plata en el Campeonato Mundial de 470, en los años 2000 y 2001.
En 2001 fue condecorada con la Medalla de la Orden de Australia (OAM).

## Palmarés internacional
| \| Juegos Olímpicos \| Juegos Olímpicos \| Juegos Olímpicos \| Juegos Olímpicos \| \| Año \| Lugar \| Medalla \| Clase \| \| ------------------ \| ---------------------- \| ---------------- \| ---------------- \| \| 2000 \| Sídney (Australia) \| Medalla de oro \| 470 \| \| Campeonato Mundial \| \| \| \| \| Año \| Lugar \| Medalla \| Clase \| \| 2000 \| Balatonfüred (Hungría) \| Medalla de plata \| 470 \| \| 2001 \| Koper (Eslovenia) \| Medalla de plata \| 470 \| |                        |                  |       |
| Juegos Olímpicos |                        |                  |       |
| Año | Lugar                  | Medalla          | Clase |
| 2000 | Sídney (Australia)     | Medalla de oro   | 470   |
| Campeonato Mundial |                        |                  |       |
| Año | Lugar                  | Medalla          | Clase |
| 2000 | Balatonfüred (Hungría) | Medalla de plata | 470   |
| 2001 | Koper (Eslovenia)      | Medalla de plata | 470   |